# Alias (artiste)
Pour les articles homonymes, voir Alias et Whitney.
Brendon Whitney, dit Alias, né 5 avril 1976 à Hollis dans le Maine et mort le 30 mars 2018, est un rappeur et producteur américain. Il est membre et cofondateur du label discographique anticon.

## Biographie
Alias est originaire de Hollis dans le Maine. En 2002, Alias publie son premier album The Other Side of the Looking Glass, dans lequel il produit et rappe. Après ça, Alias passe du rap à la production. De la production il passe au sampling et fait usage de synthétiseur et d'autres instruments comme la guitare. Il publie son premier album instrumental Muted en 2003. La compilation de ses remixes Collected Remixes est publiée en 2007. Il revient à Portland dans le Maine en août 2007.
En 2008, Alias publie l'album Resurgam. Well Water Black en featuring avec Yoni Wolf du groupe Why? devient le titre le plus populaire extrait de l'album, mais n'est jamais paru comme single. En 2011, Alias publie l'album instrumental Fever Dream.
Il meurt le 30 mars 2018 d'une crise cardiaque à l'âge de 41 ans.

## Discographie
- 2002 : The Other Side of the Looking Glass
- 2003 : Muted
- 2004 : All Things Fixable
- 2005 : Lillian, en collaboration avec son frère, Ehren
- 2008 : Resurgam
- 2011 : Fever Dream
- 2014 : Pitch Black Prism
- 2018 : Less is orchestra, en collaboration avec Doseone, posthume